# 江崎書店
株式会社江崎書店（えざきしょてん）は、日本の書店チェーン。

## 概要
本社は静岡市葵区呉服町二丁目6番地の8にあり、静岡県内6店舗を展開する。かつては東京都内にも出店していた。なお、本社前の地価が県内商業地において29年連続1位となっている。2010年2月27日に、静岡本店2階に静岡市内最大級のアニメショップ「アニメフレンズ」をオープンした。その後、静岡駅ビルのパルシェの改装に合わせ、本店とアニメフレンズをパルシェ店に拡張する形で統合した。なお、県内には本江崎書店以外に、藤枝江崎新聞社が運営する藤枝江崎書店が4店舗、久保久株式会社が運営する富士江崎書店が1店舗ある。
三木卓の自伝的小説『裸足と貝殻』（集英社刊）に、主人公の通う高校（静岡県立静岡高等学校がモデルらしい）に、江崎書店の店員が本を配達にくる場面がある。

## 店舗
- イトーヨーカドー店
- ベイドリーム清水店（2011年4月26日開店）
- 袋井店

## かつて運営していた店舗
- 静岡県内

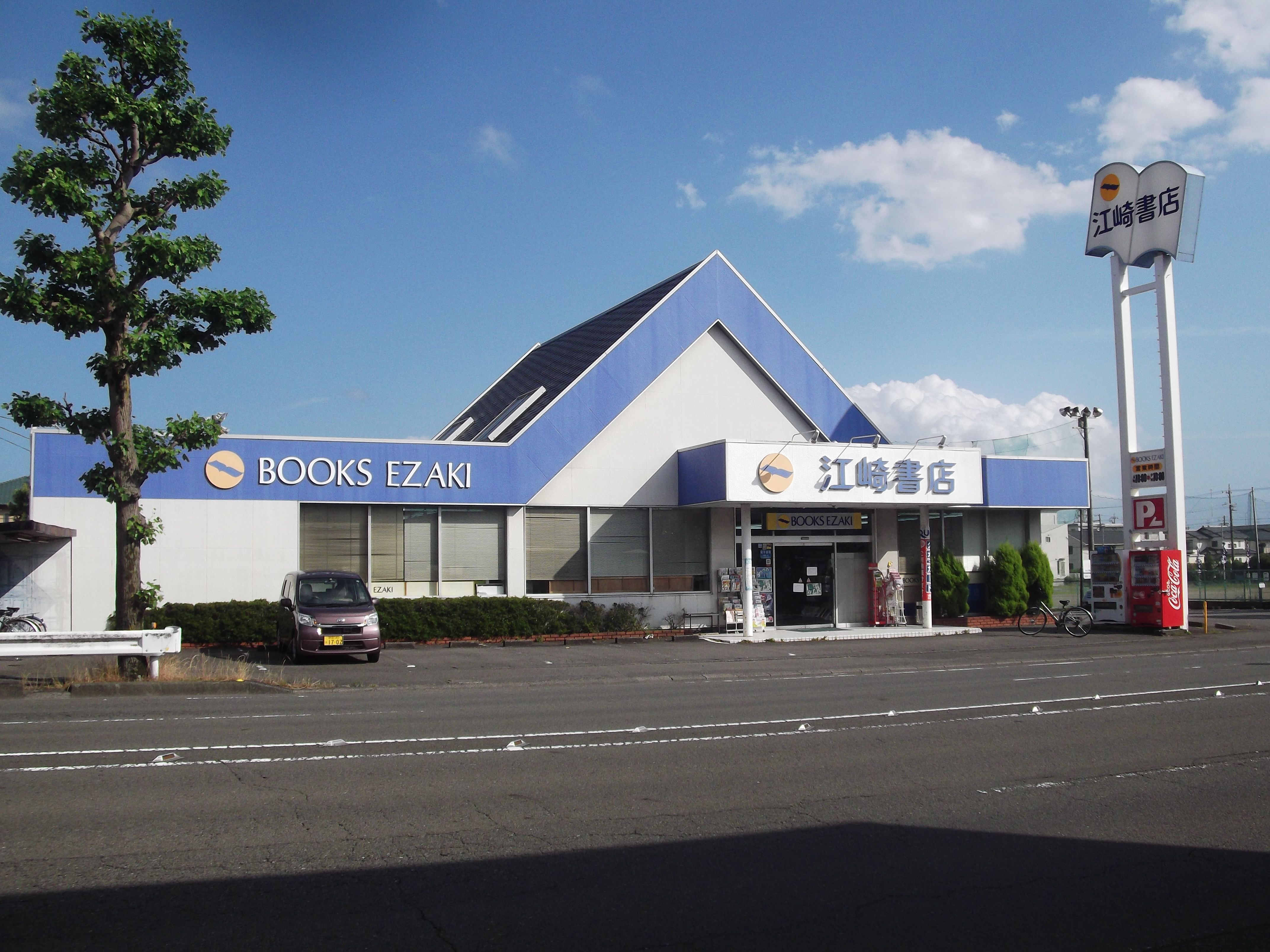
江崎書店小鹿店。（この店舗は2016年6月12日を以って閉店した。2016年6月3日撮影）

  - パルシェ店（2017年3月31日を以て閉店）
    - 併設のアニメフレンズも閉店

  - 沼津アントレ店（2017年3月29日を以て閉店）
  - 小鹿店（2016年6月12日を以て閉店）
  - 千代田店
  - サウスポット静岡店
  - 本店（本部と外商部のみ残し2011年10月11日閉店）
    - アニメフレンズ（本店2階）（2010年2月27日開店-2011年9月1日パルシェ店へ移転のため閉店）
- 東京都内
  - 八重洲地下街店（2002年1月18日閉店）
  - 成城店(2009年3月31日閉店）
  - 新大久保店(2002年春閉店)[2]
- 神奈川県内
  - 向ヶ丘遊園駅前店